# Еллен Штрайдт
Еллен Штрайдт (-Вендлянд) (нім. Ellen Streidt (-Wendland); до шлюбу — Штропаль (нім. Stropahl); нар. 27 липня 1952) — німецька легкоатлетка, яка спеціалізувалася в бігу на короткі дистанції.

## Із життєпису
Виступала за збірну НДР.
Олімпійська чемпіонка в естафеті 4×400 метрів (1976).
Бронзова олімпійська призерка у бігу на 400 метрів (1976).
Олімпійська фіналістка (4-е місце) у бігу на 200 метрів (1972). На Олімпіаді-1972 також брала участь у бігу на 100 метрів, проте зупинилась на чвертьфінальній стадії.
Чемпіонка Європи в естафеті 4×400 метрів (1974).
Дворазова срібна призерка чемпіонатів Європи в естафеті 4×100 метрів (1971) та в бігу на 400 метрів (1974).
Триразова бронзова призерка Універсіади в бігу на 100 та 200 метрів, а також естафеті 4×100 метрів (1973).
Переможниця Кубка Європи в естафеті 4×400 метрів (1975).
Бронзова призерка чемпіоната Європи серед юніорів в естафеті 4×100 метрів (1970).
Ексрекордсменка світу (два ратифікованих рекорди) в бігу на 100 метрів та в естафеті 4×400 метрів.
Була одружена з бар'єристом Гердом Штрайдтом (нім. Gerd Streidt) та пізніше — з багатоборцем Ебергардом Вендляндом (нім. Eberhard Wendland).
Завершила спортивну кар'єру 1980 року, після чого працювала вчителькою та у громадських організаціях у сфері культури. Пізніше — працювала в Фонді пруських палаців і садів Берліна — Бранденбурга.

## Основні міжнародні виступи
| Рік  | Змагання                       | Місто     | Місце            | Дисципліна | Примітки |
| ---- | ------------------------------ | --------- | ---------------- | ---------- | -------- |
| 1970 | Чемпіонат Європи серед юніорів | Париж     | 4                | 200 м      |          |
| 1970 | 3                              | 4×100 м   |                  |            |          |
| 1971 | Чемпіонат Європи               | Гельсінкі | 7                | 200 м      |          |
| 1971 | 2                              | 4×100 м   |                  |            |          |
| 1972 | Олімпійські ігри               | Мюнхен    | 1чф5             | 100 м      |          |
| 1972 | 4                              | 200 м     |                  |            |          |
| 1973 | Універсіада                    | Москва    | 3                | 100 м      |          |
| 1973 | 3                              | 200 м     |                  |            |          |
| 1973 | 3                              | 4×100 м   |                  |            |          |
| 1974 | Чемпіонат Європи в приміщенні  | Гетеборг  | 2пф5             | 60 м       |          |
| 1974 | Чемпіонат Європи               | Рим       | 2                | 400 м      |          |
| 1974 | 1                              | 4×400 м   |                  |            |          |
| 1975 | Кубок Європи                   | Ніцца     | 2                | 400 м      |          |
| 1975 | 1                              | 4×400 м   |                  |            |          |
| 1976 | Олімпійські ігри               | Монреаль  | 3                | 400 м      |          |
| 1976 | 1                              | 4×400 м   | Відео на YouTube |            |          |